# Freund oder Feind (Film)
Freund oder Feind ist ein britischer Independent-Film aus dem Jahr 1982, produziert von der Children’s Film Foundation. Regisseur und Drehbuchautor war John Krish. Die Hauptrollen spielten John Bardon, Stacey Tendeter und John Holmes. Die Geschichte basiert auf dem gleichnamigen Kinderbuch von Michael Morpurgo aus dem Jahr 1977.

## Handlung
Während des Zweiten Weltkriegs werden die beiden Jungen David und Tucky zur Kinderlandverschickung mit dem Zug aus London in die Provinz evakuiert. In einem unbekannten Dorf angekommen, werden sie von einem freundlichen Milchbauern aufgenommen und machen sich bald mit dem Landleben vertraut. Sie helfen auf dem Hof mit und besuchen die Dorfschule. Sie verbringen ihre Freizeit damit, die Felder und Wälder der Gegend zu erkunden. Eines Nachts kommt es zu einem Bombenangriff in der Nähe des Dorfes, und die Jungen werden Zeuge des Absturzes eines deutschen Bombers. Sie alarmieren die Einheimischen, doch eine Suche liefert keine Hinweise auf ein abgestürztes Flugzeug, und die Jungen bekommen Ärger, weil sie die Zeit von Polizei und Militär verschwendet haben. Was sie jedoch nicht wissen, ist, dass das Flugzeug in einem Teich gestürzt und gesunken ist.
Die Jungen treffen auf zwei deutsche Flieger, die sich im Wald verstecken und als einzige den Absturz überlebt haben. Einer von ihnen rettet einen der Jungen vor dem Ertrinken im Teich. Die beiden Flieger sprechen Englisch und lassen die Jungen gehen, bitten sie aber, sie nicht zu verraten. Die Jungen haben daraufhin Gewissensbisse, beschließen aber, die Deutschen zu schützen. Als sich einer der Flieger verletzt, lässt er sich von den Jungen „einfangen“, da er medizinische Hilfe braucht. Die Jungen werden so zu Lokalhelden. Der zweite Deutsche wird später gefangen genommen. Die Pflegefamilie der Jungen erfährt, was passiert ist, zeigt aber Verständnis für die Situation.

## Veröffentlichung
Freund oder Feind erlebte seine Premiere am 14. Februar 1982 im Rahmen des Kinderfilmfestes der Internationalen Filmfestspiele Berlin 1982. Die deutsche Fernsehpremiere erfolgte am 23. April 1984 in der ARD.

## Rezeption
Die Kritiken zu Freund oder Feind fielen positiv aus. Variety bewertete den Film positiv und schrieb: „Er ist ein weiterer Beweis dafür, dass die Children’s Film Foundation derzeit in diesem schwierigen Genre auf der Weltbühne eine Spitzenposition einnimmt.“